# Promecops
Promecops är ett släkte av skalbaggar. Promecops ingår i familjen vivlar.

## Dottertaxa tillPromecops, i alfabetisk ordning[1]
- Promecops affinis
- Promecops alternans
- Promecops arcuatus
- Promecops boops
- Promecops brevis
- Promecops brevisetis
- Promecops carinellus
- Promecops carinicollis
- Promecops cerussatus
- Promecops cinctus
- Promecops claviger
- Promecops clavisetis
- Promecops clitellarius
- Promecops cognatus
- Promecops dentimanus
- Promecops dorsalis
- Promecops episcopalis
- Promecops fallax
- Promecops gracilis
- Promecops humilis
- Promecops impuratus
- Promecops infidus
- Promecops jucundus
- Promecops lepidus
- Promecops leucothyreus
- Promecops limbatus
- Promecops lineiger
- Promecops lunatus
- Promecops luteus
- Promecops myops
- Promecops nebulosus
- Promecops nubeculosus
- Promecops nubifer
- Promecops olivieri
- Promecops parvulus
- Promecops phaleratus
- Promecops posticus
- Promecops pulchellus
- Promecops puncticollis
- Promecops rhombicus
- Promecops rhombifer
- Promecops scrobicollis
- Promecops setiger
- Promecops signatus
- Promecops stimulans
- Promecops torvus
- Promecops tridentata
- Promecops tridentatus
- Promecops umbratus
- Promecops unidentata
- Promecops unidentatus
- Promecops uniformis
- Promecops vagabundus
- Promecops viator
- Promecops vicinus
- Promecops vulpinus